# Введенский, Иван Николаевич
Ива́н Никола́евич Введе́нский (4 (17) января 1875 — 1960) — русский и советский психиатр, доктор медицинских наук, профессор.

## Биография
Иван Николаевич Введенский родился 4 (17) января 1875 года в семье известного русского физиолога Н. Е. Введенского.
В 1895 году поступил на медицинский факультет Юрьевского университета, а затем был переведён в Императорский Московский университет, который окончил в 1900 году. После окончания обучения работал в частной лечебнице для душевнобольных, основанной М. Ф. Беккер. С 1903 по 1906 г.г. был врачом-ординатором в психиатрической клинике Московского университета, где работал под руководством В. П. Сербского. С 1906 по 1918 г.г. заведовал лечебницей для больных алкоголизмом. С 1914 года, по совместительству, работал врачом-ординатором Городской психиатрической больницы.
С 1922 по 1959 г.г. И. Н. Введенский работал в Институте судебной психиатрии им. В. П. Сербского, став одним из наиболее авторитетных судебных психиатров страны. Одновременно, с 1933 года, был доцентом кафедры судебной психиатрии Всесоюзной правовой академии. С 1934 по 1941 г.г. заведовал кафедрой психиатрии Смоленского медицинского института, где читал лекции по общей и судебной психиатрии. В 1935 году И. Н. Введенскому было присвоено звание профессора и учёная степень доктора медицинских наук.
И. Н. Введенский скончался в 1960 году.

## Научная деятельность
И. Н. Введенский занимался исследованием алкоголизма, в частности, дипсомании. Уделял много внимания их лечению и профилактике. Развивал идеи С. С. Корсакова о необходимости целостного подхода к изучению психических болезней, с учётом влияния внешней среды и связи психического с соматическим.
И. Н. Введенский изучал развитие так называемых исходных состояний после реактивных психозов. Доказал возможность необратимых изменений для психики после психогенных психозов, а также установил, что в этих случаях глубокие и длительные изменения выявляются не только в психическом, но и соматическом состояниях. Ряд научных работ И. Н. Введенского посвящены реактивным состояниям, возникающим на патологической почве — шизофрения, хронический алкоголизм, умственная отсталость, органические психические расстройства и т.д.
Исследовал клинические и судебно-психиатрические аспекты кратковременных психических расстройств, так называемых исключительных состояний. И. Н. Введенским была предложена классификация реактивных состояний, где были выделены чистые психогенные реакции, реакции на патологически изменённой почве и реактивные состояния с атипичным течением. Разрабатывал принципы принудительного лечения как меры социальной защиты, показания для его назначения и прекращения, обосновав их научными данными и клиническим опытом.
И. Н. Введенский активно выступал на многих научных конференциях, был участником ряда психиатрических съездов, а также состоял членом Московского общества невропатологов и психиатров.

## Основные труды
- Введенский И. Н. К казуистике дипсомании, 1907.
- Введенский И. Н. О методах лабораторного лечения алкоголизма, 1910.
- Введенский И. Н. Когда начинать гипнотическое лечение алкоголиков // «Современная психиатрия». — М., 1913, № 7.
- Введенский И. Н. Опыт принудительной трезвости. М.: Издание Московского Столичного Попечительства о народной трезвости, 1915
- Введенский И. Н. Постановка вопроса об исходных состояниях после реактивных психозов, 1926.
- Введенский И. Н. К казуистике постреактивной психической инвалидности, 1928.
- Введенский И. Н. Принудительное лечение душевно-больных и психопатов. (Принцип, границы и формы принудительного лечения) // «Душевно-больные правонарушители и принудительное лечение» (под ред. Ганнушкина П. Б.). — М.: «Издательство НКВД», 1929, с. 7-22.
- Введенский И. Н. Реактивные состояния и их судебно-психиатрическая оценка, 1937.
- Введенский И. Н. Проблема исключительных состояний в судебно-психиатрической клинике, 1947.
- Введенский И. Н. Алкоголизм и другие наркомании, 1950.
- Бунеев А. Н., Введенский И. Н., Лунц Д. Р. Судебная психиатрия. — М.: «Государственное издательство юридической литературы», 1954.
- Введенский И. Н. В. П. Сербский и его роль в общей и судебной психиатрии // «Проблемы судебной психиатрии». — М., 1957, № 7.